# Полтура
Полтура — монета вартістю півтора крейцера, яка в 16 сторіччі карбувалася на монетних дворах Угорщини і Трансильванії (історична область на півночі Румунії). Особливо інтенсивно виробляли полтури в 17 сторіччі. Остання емісія полтури в Угорщині відбулася 1763–75. У Силезії (історична область на південному заході Польщі) полтури випускали до 1744. 1 полтура = 1½ крейцера = 2 грешелям = 2½ денарія = 6 пфенігам. У другій половині 18 сторіччя полтура була широко поширена на західноукраїнських землях, які перебували у складі Австрії.

### Галерея

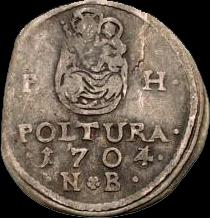
Полтура, 1704 рік, серебро.
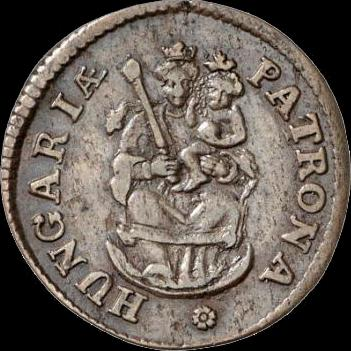
Полтура, 1704 рік, мідь.
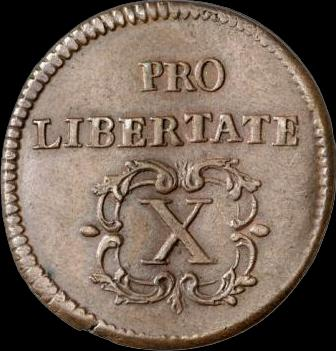
10 полтур, 1704 рік, мідь.
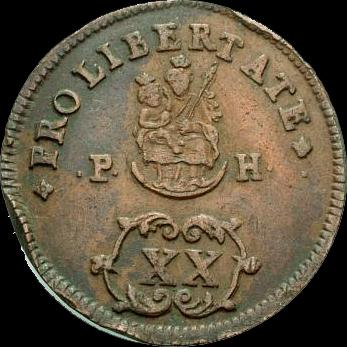
20 полтур, 1705 рік, мідь.